# 乌贝托·德莫尔普戈
乌贝托·德莫尔普戈（義大利語：Uberto De Morpurgo，1896年1月12日—1961年2月26日），意大利男子网球运动员。他曾代表意大利参加1924年夏季奥林匹克运动会网球比赛，获得男子单打铜牌。